# 探題 (日本官名)
探題是日本历史上的官职。鎌倉幕府和室町幕府借用日本佛教僧職「探題」一詞作為官職名。探题拥有軍政大權和广阔的辖区，類似於中國的刺史甚至節度使、巡撫、總督等。
以下列出鎌倉幕府和室町幕府中稱為“探題”的官職。

### 鎌倉幕府
- 執權
- 連署
- 六波羅探題
- 長門探題
- 鎮西探題

### 室町幕府
- 奧州探題
- 羽州探題
- 中國探題（西國探題）
- 九州探題